# Navaixes
Navaixes (en castellà i oficialment, Navajas) és un municipi del País Valencià que es troba a la comarca de l'Alt Palància.
Limita amb Castellnou, Xèrica, Sogorb i La Vall d'Almonesir.

## Símbols
Els símbols de Navaixes són l'escut i la bandera.

### Escut
L'escut oficial de Navaixes, segons la versió que utilitza l'Ajuntament, pot tindre el següent blasonament:
| « | Escut quadrilong acabat en punta. Truncat. En el primer quarter, en camper d'argent, un om de sinople fustat de sable. En el segon quarter, en camper d'atzur, una torre d'argent maçonada i aclarida de sable. Per timbre, corona reial oberta. | » |

L'escut fou rehabilitat per Decret 562/1961 de 6 d'abril de 1961, publicat en el BOE núm. 86 d'11 d'abril del mateix any.

### Bandera
La bandera oficial de Navaixes té la següent descripció:
| « | Bandera de proporcions 2:3. Partida por meitat horitzontal. Al centre de la meitat superior, en blanc, un om verd. Al centre de la meitat inferior, de blau, una torre blanca, maçonada i aclarida de negre. | » |

La bandera fou aprovada per Resolució de 17 de juny de 1998, del conseller de Presidència, publicada en el DOGV núm. 3.304, de 8 d'agost de 1998.

## Geografia
El riu Palància travessa el terme municipal, de reduïdes proporcions, de nord-oest a sud-est. El nucli urbà està situat en un dels meandres del riu aigua amunt de la ciutat de Sogorb, a la dreta del curs fluvial. El principal reclam turístic de la població és l'abundància de fonts (algunes de les quals són mineromedicinals) i l'activitat balneària que se'n deriva. Esta aigua també s'aprofita per al regadiu, que comprén unes 120 ha (principalment d'arbres fruiters i llegums).

## Història
Les restes trobades testimonien presència humana des del Calcolític; tanmateix, l'origen és una aljama musulmana propietat d'Abu Zayd, últim governador almohade de València, ocupada per les hosts de Jaume I (1208-1276) i donada a Eximén, bisbe de Sogorb, en 1238; va quedar després com a patrimoni del mateix bisbat independentment de la superior jurisdicció en poder del ducat de Sogorb i instituïda el 1279. En 1368 el bisbe Joan, de Barcelona, permutà Navaixes pel lloc de Figueres a Maria Sánchez Lumberri; posteriorment (segle xv) passà, per venda, als comtes de Villafranqueza, que més tard entroncarien amb els comtes de Cirat. Durant eixe període mantingué la seua població morisca, que finalment fon expulsada en 1609.

## Demografia
| 1900 | 1910 | 1920 | 1930 | 1940 | 1950 | 1960 | 1970 | 1981 | 1991 | 2000 | 2005 | 2007 | 2012 |
| ---- | ---- | ---- | ---- | ---- | ---- | ---- | ---- | ---- | ---- | ---- | ---- | ---- | ---- |
| 895  | 907  | 854  | 912  | 880  | 938  | 802  | 585  | 542  | 457  | 541  | 641  | 700  | 833  |

## Economia
Navaixes té molta importància com a lloc d'estiueig, la qual cosa ha fet créixer el sector servicis, que dona faena al 40% de la població. També hi té molta importància l'agricultura, sector en què treballa el 27% de la població activa. La indústria ocupa un 15% de la població.

## Política i govern

### Composició de la Corporació Municipal
El Ple de l'Ajuntament està format per 7 regidors. En les eleccions municipals de 26 de maig de 2019 foren elegits 4 regidors d'Alternativa por Navajas (ApN) i 3 del Partit Popular (PP).
| Eleccions municipals de 26 de maig de 2019 - Navaixes                                                                         |                                     |                                     |                                     |      |          |          |
| Candidatura | Candidatura                         | Candidatura                         | Cap de llista                       | Vots | Vots     | Regidors |
| | Alternativa por Navajas             |                                     | Patricia Plantado Navarro           | 252  | 50,70%   | 4 (+1)   |
| | Partit Popular                      |                                     | Cristina Villalba Arandiga          | 201  | 40,44%   | 3 ()     |
| | Altres candidatures                 |                                     |                                     | 42   | 8,45%    | 0 ( -1)  |
| | Vots en blanc                       |                                     |                                     | 2    | 0,40%    |          |
| Total vots vàlids i regidors                                                                                                  | Total vots vàlids i regidors        | Total vots vàlids i regidors        | Total vots vàlids i regidors        | 497  | 100 %    | 7        |
| | Vots nuls                           | Vots nuls                           | Vots nuls                           | 7    | 0,80%    |          |
| Participació (vots vàlids més nuls)                                                                                           | Participació (vots vàlids més nuls) | Participació (vots vàlids més nuls) | Participació (vots vàlids més nuls) | 501  | 81,20%** |          |
| Abstenció | Abstenció                           | Abstenció                           | Abstenció                           | 116* | 18,80%** |          |
| Total cens electoral | Total cens electoral                | Total cens electoral                | Total cens electoral                | 617* | 100 %**  |          |
| Alcaldessa: Patricia Plantado Navarro (ApN) (15/06/2019) Per majoria absoluta dels vots dels regidors (4 vots d'ApN)          |                                     |                                     |                                     |      |          |          |
| Fonts: JEC, JEZ Sogorb, M. Interior, Periòdic Ara. (* No són vots sinó electors. ** Percentatge respecte del cens electoral.) |                                     |                                     |                                     |      |          |          |

### Alcaldia
Des de 2015 l'alcaldessa de Navajas és Patricia Plantado Navarro, d'Alternativa por Navajas (ApN).
| Període                       | Alcalde o alcaldessa                                  | Partit polític | Data de possessió     | Observacions         |
| ----------------------------- | ----------------------------------------------------- | -------------- | --------------------- | -------------------- |
| 1979–1983                     | Vicente Sandalinas Perruca                            | IND            | 19/04/1979            | --                   |
| 1983–1987                     | Vicente Sandalinas Perruca                            | IND            | 28/05/1983            | --                   |
| 1987–1991                     | José A. Marco Escrig                                  | CDS            | 30/06/1987            | --                   |
| 1991–1995                     | Eusebio Gómez Torrejón                                | PSPV-PSOE      | 15/06/1991            | --                   |
| 1995–1999                     | Rafael Gurrea Romero                                  | PP             | 17/06/1995            | --                   |
| 1999–2003                     | José Vicente Torres Escrig                            | PP             | 03/07/1999            | --                   |
| 2003–2007                     | José Vicente Torres Escrig                            | PP             | 14/06/2003            | --                   |
| 2007–2011                     | José Vicente Torres Escrig                            | PP             | 16/06/2007            | --                   |
| 2011–2015                     | José Vicente Torres Escrig Cristina Villalba Arandiga | PP             | 11/06/2011 03/11/2014 | Dimissió/renúncia -- |
| 2015–2019                     | Patricia Plantado Navarro                             | PSPV-PSOE      | 13/06/2015            | --                   |
| 2019-2023                     | Patricia Plantado Navarro                             | ApN            | 15/06/2019            | --                   |
| Des de 2023                   | n/d                                                   | n/d            | 17/06/2023            | --                   |
| Fonts: Generalitat Valenciana |                                                       |                |                       |                      |

## Monuments
- Església de la Immaculada Concepció. Del segle xviii.
- Torre àrab d'Altomira. Del segle xi, posseïx un cos cilíndric i està rematada amb merlets amb forma de corona. Es troba aproximadament a un quilòmetre del nucli urbà en el paratge del mateix nom. El cos de la torre té cinc plantes, a les quals s'accedix per una escala.

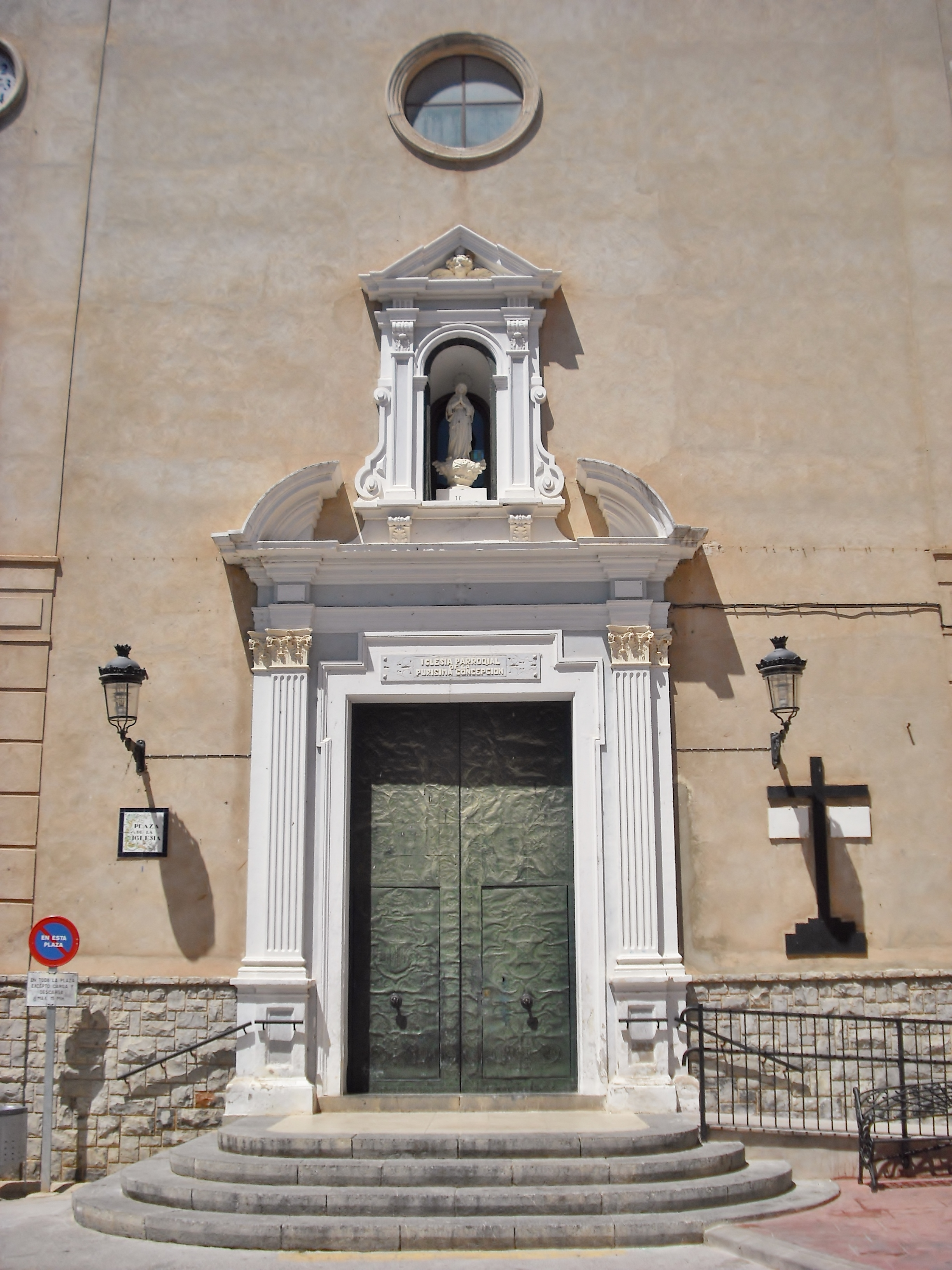
Església de l'Inmaculada Concepció
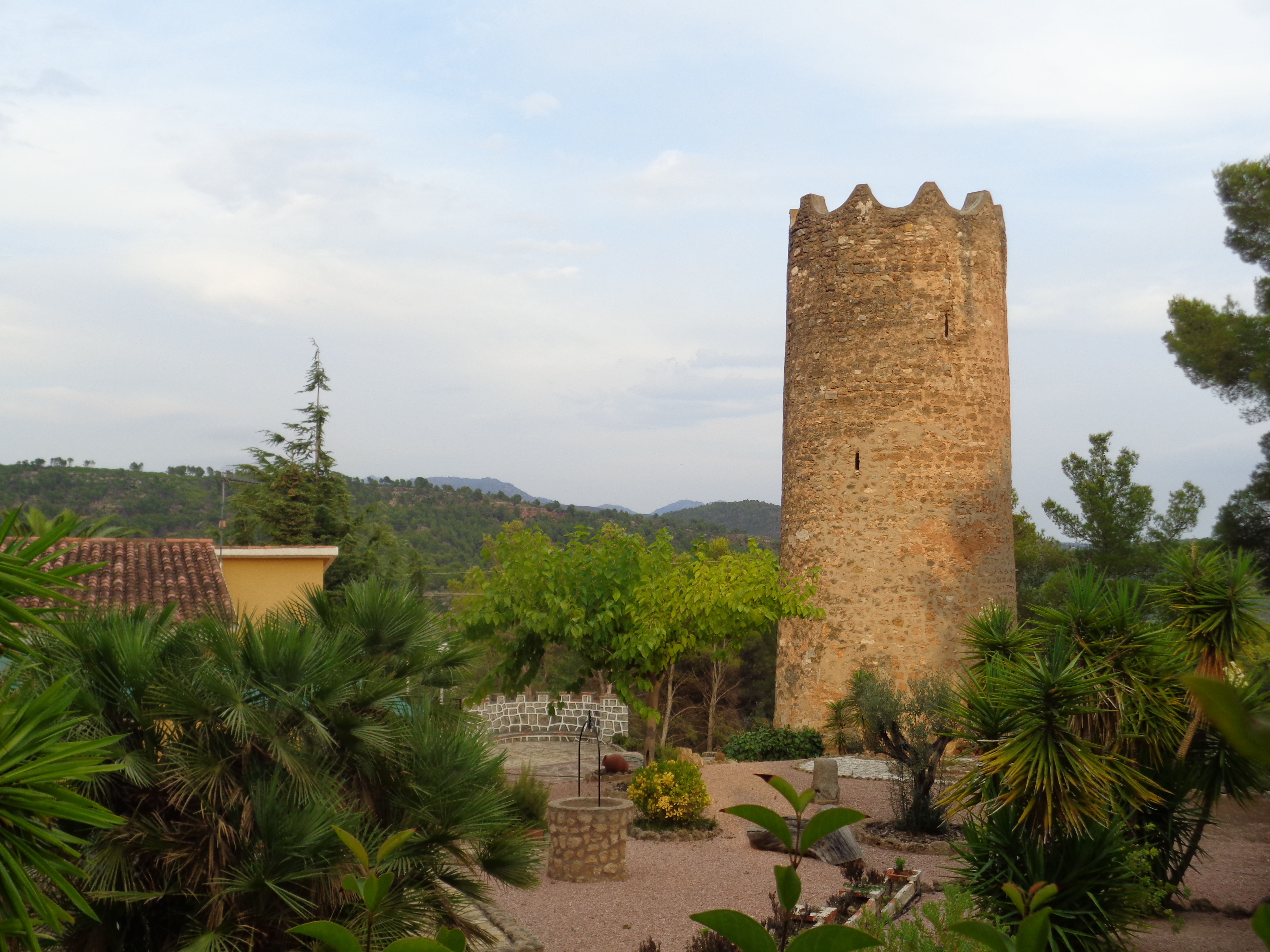
Torre àrab d'Altomira

## Llocs d'interés

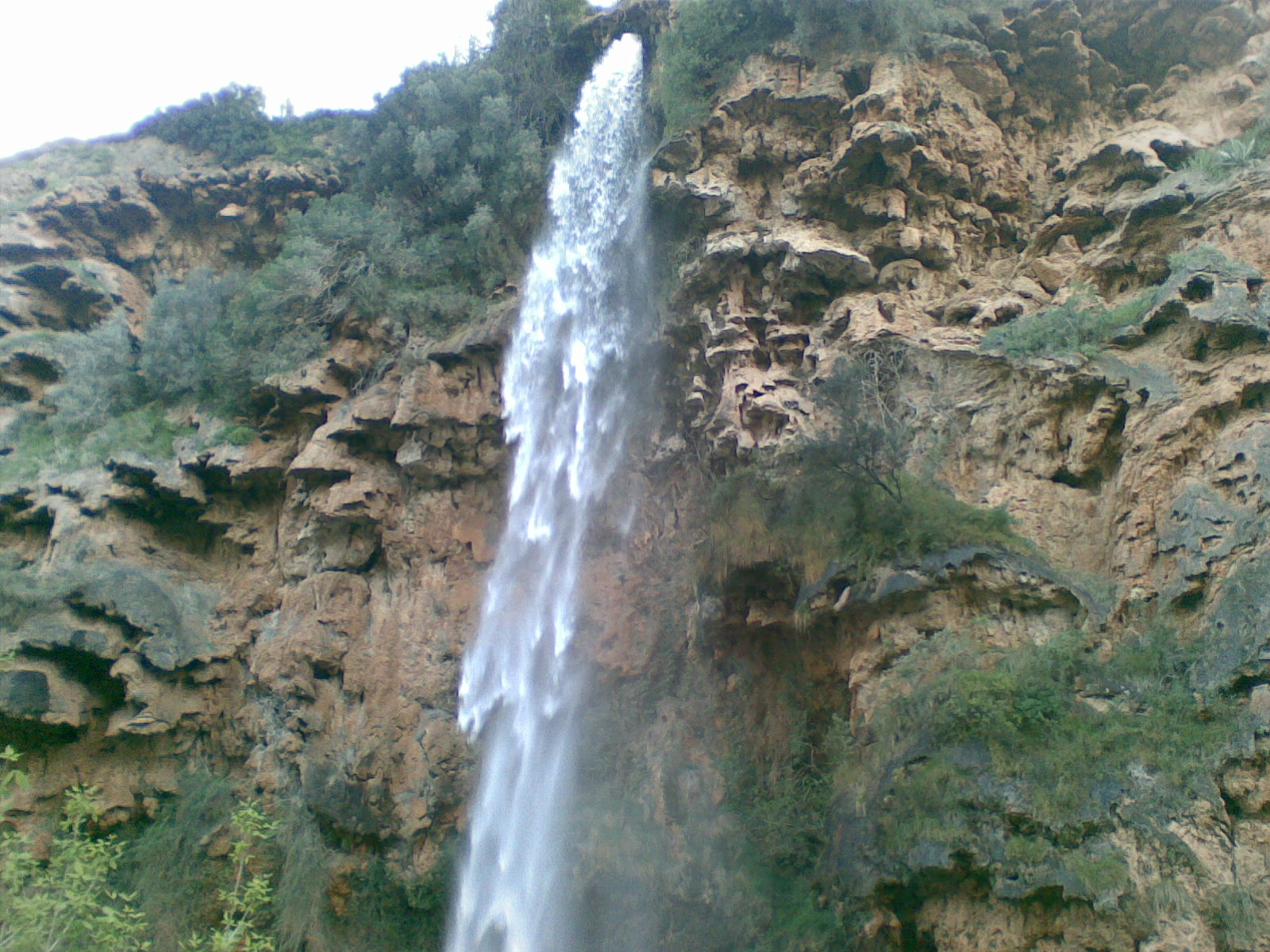
Cascada del Salt de la Novia

- Salt de la Novia. Paratge situat en el riu Palància, està format per la cascada del Brazal, un impressionant salt d'aigua de 30 metres. Una llegenda local diu que, quan les parelles anaven a casar-se, les nóvies havien de saltar el riu en eixe punt, i si ho aconseguien, el matrimoni seria feliç, però una vegada una no ho va aconseguir i va quedar atrapada junt amb el seu nóvio, que s'havia llançat a rescatar-la per un remolí del riu. Tots dos moriren.

- Les fonts. Municipi privilegiat per l'existència de nombroses fonts: la del Curso, Gilda, Baños, 13 caños, Mosén Miguel, la Bañola, Virgen de la Luz i moltes més.

- Cova del Reloj.

- Mirador del Paraíso.

- Brollador de Esperanza.

- Via verda d'Ojos Negros.

## Cultura i esports
- Cicle Internacional de Concerts, Ciutat de Navaixes. Durant els mesos de juliol i agost.
- Mitja marató. El primer dissabte d'agost des de 1982.
- Triatló. El darrer cap de setmana d'agost des de 1989 i puntuable per al Campionat d'Espanya de Triatló.

## Festes i celebracions
- Festes patronals. Setembre
- Sant Antoni. 17 de gener
- Sant Vicent. 1 de maig
- Setmana de la Verge d'Agost. Agost
- Verge dels Desemparats. Tercer diumenge d'agost.